# アナウンサーぷっつん物語
『アナウンサーぷっつん物語』（アナウンサーぷっつんものがたり）は、1987年（昭和62年）にフジテレビ系の「月9」枠で放送されたテレビドラマである。フジサンケイグループの関連企業を舞台にした「業界ドラマシリーズ」の第1作で、全6話が放送されたが、フジテレビ系月曜21時枠の番組としては、『87分署シリーズ・裸の街』以来、6年半ぶりに連続テレビドラマ作品となった。

## 概要
名古屋のラジオ局に勤務していた女性アナウンサーの西沢由美子が民放キー局であるフジテレビに移籍する所から物語が始まる。
実在のフジテレビを舞台にしており、主人公らの同僚、先輩、上司などの設定で同局のアナウンサーが本人役で出演した。本放送時のフジテレビ本社社屋や敷地内でのロケーション撮影が多用された。また本作劇中で放送されているとの設定の番組『MONDAY60』（放送時間は、月曜21時との設定）の中でフジテレビの他番組の宣伝を行うとの演出が盛り込まれた。
本作はプロデューサーの中山和記や脚本家の畑嶺明が、当時既にフリーアナウンサーになっていた山村美智に取材を行い、そこから聞いた現役のフジテレビアナウンサー時代に意地悪されたなど様々な実体験や裏話を採り入れていった。そして山村自身も本作にキャストの一人としてレギュラー出演している。
前述の『MONDAY60』内の「番宣コーナー」ではフジテレビ系で当時放送されていた番組出演者も本人役でゲスト出演し、『笑っていいとも!』を扱った回ではスタジオアルタでタモリや明石家さんまらがインタビューに応じるシーンがある。

## 放送データ
- 放送日：1987年4月6日 - 5月11日
- 放送時間：月曜21：00 - 21：54（JST）
- 放送回数：全6話（第5話のみ生放送。このため再放送では第5話が欠番扱いとされている。）
- 主題歌：「I Don't Know!」 BaBe（キャニオン・レコード）

## スタッフ
- 企画:前田和也、亀山千広
- 脚本:畑嶺明
- 音楽:甲斐正人
- プロデューサー:中山和記
- 演出:藤田明二、服部嘉和
- 演出補:服部嘉和、樋口勝吾
- 技術協力:バスク
- 制作:フジテレビ、共同テレビ

## キャスト
（参考：）
- 西沢由美子：岸本加世子
名古屋のラジオ局のアナウンサー・ディスクジョッキーから移籍。卓也とは度々意見が食い違ってぶつかりあっているが、一方では惹かれ始めている。
- 新城卓也：神田正輝
売れっ子アナウンサー。早苗とは恋仲だったが、由美子の方へ揺らいでいる
- 小川早苗：麻生祐未 ※第4話をもって降板
卓也のことが好きだが、自立のために別れることを考え始めている。
- 服部圭介：田代まさし
制作部の敏腕ディレクター。早苗に憧れている。
- 一柳ますみ：山村美智子
NHKからの引き抜きで移籍した花形アナウンサー。一匹狼タイプで、自分の型は崩さないのがモットー。
- 庄野祐子：可愛かずみ
若手アナウンサー。現実主義者で、周りの出来事をクールに見つめる。
- 滝真理：高井麻巳子
若手アナウンサー。服部に憧れている。
- 東直子（アナウンサー）：星遙子
- 木戸暁美（アナウンサー）：栗原景子
- 荒井京子（メイク）：伊藤久美子
- 前山（フロアディレクター）：高山成夫
- 露木茂 ※本人役
アナウンス部長。
- 逸見政孝 ※同上
- 長野智子 ※同上
- 寺田理恵子 ※同上
- 津田健次：所ジョージ
自分の仕事に限界を感じているアナウンサー。由美子に対して特別な感情を持つ。
- 遠山昭一郎：蟹江敬三
アナウンス部副部長。中間管理職としての悲哀を感じている。
- 野村君枝：小野みゆき
お局的存在の古参アナウンサー。新人や若手に厳しく当たっている。
- 玉井周平：仲本工事
「MONDAY60」のプロデューサー。視聴率についてはとてもうるさい。
- 米田キャスター：戸沢佑介 ※第3話のみ
- 藤原守：峰竜太
番組宣伝担当・編成部員。しかし既に他の仕事に就きたがっている考えがある。
- 横澤彪：※本人役・第2話にゲストとして出演以降、ほぼ毎回出演
フジテレビプロデューサー。

### ゲスト
- タモリ（森田一義アワー 笑っていいとも!）第2話
- 佐々木信也（プロ野球ニュース）第3話
- 国生さゆり（キスより簡単）第4話
- 三浦洋一（キスより簡単）第4話
- 本木雅弘（キスより簡単）第4話
- 渡辺徹（TVハッカー）第5話
- 島田紳助（TVハッカー）第5話
- 森高千里（TVハッカー）第5話
- 斉藤由貴（劇中番組のゲストとして）第5話
- 小森和子（劇中番組のゲストとして）第6話

他

## その他
- 本ドラマを第1作とする、いわゆる「業界ドラマシリーズ」の第5作（最終作）である『荒野のテレビマン』の最終話は、東山紀之演じる主人公が本作に登場する報道番組『MONDAY60』を企画し、『MONDAY60』の第1回がスタートするところでエンディングを迎えるというストーリーになっており、一連のドラマシリーズが相互に関連している様子を示している。

- レギュラー放送終了後の1987年10月1日午後9時30分から午後11時18分まで、アナウンサー達のその後を描いた作品がスペシャル版として放送されており、こちらにも現役[3]のフジテレビアナウンサーが数名本人役で出演した。

## 放送日・サブタイトル
| 各話  | 放送日        | サブタイトル       | 備考                                                         | 視聴率 |
| ----- | ------------- | ------------------ | ------------------------------------------------------------ | ------ |
| 第1話 | 1987年4月6日  | 女の仕事           |                                                              | 18.4%  |
| 第2話 | 1987年4月13日 | オフィス ラヴ      |                                                              | 18.4%  |
| 第3話 | 1987年4月20日 | 女の嫉妬 男の嫉妬  |                                                              | 17.8%  |
| 第4話 | 1987年4月27日 | 女が男を捨てる時   | 麻生祐未はこの回をもって降板                                 | 16.9%  |
| 第5話 | 1987年5月4日  | 女性の美しさと友情 | 生放送のため、前後の回とはストーリーが直接シンクロしていない | 18.4%  |
| 第6話 | 1987年5月11日 | 男と女の粋な別れ方 | 最終話                                                       | 17.4%  |